# Georg Josua Schwanhäußer
Georg Josua Schwanhäußer (* 1796; † 1876) war ein deutscher Gastwirt und Erfinder der Schweinfurter Schlachtschüssel, die heute immaterielles UNESCO-Weltkulturerbe ist.

## Leben
Georg Josua Schwanhäußer lernte das Metzgerhandwerk bei seinem Vater und eröffnete um 1820 seinen eigenen Gasthof Zum goldenen Stern in Schweinfurt. Er war Gründungsmitglied der Gesellschaft Harmonie, die bis heute besteht. 1840 wird im Gasthof zum ersten Mal die Schweinfurter Schlachtschüssel zelebriert. Es kann nicht nachgewiesen werden, ob Georg Josua Schwanhäußer oder seine Ehefrau Susanne Magdalene Schlundt die besagte Schlachtschüssel erfunden hat. Im selben Jahr wurde das Paar beglückt mit der Geburt ihres Sohnes Gustav Adam Schwanhäußer, der später zu einem angesehenen Unternehmer in Nürnberg wurde.
Seit Juli 2024 zählt die Schweinfurter Schlachtschüssel zum immateriellen Kulturerbe Bayerns.